# Bad 25
Bad 25 er en genudgivelse i anledning af 25-års-jubilæet for Michael Jacksons syvende studiealbum Bad. Dette er det andet album fra Jackson, genudgivet på hans 25-års-jubilæum (den første er Thriller 25). 
Albummet solgte 30-45 millioner eksemplarer på verdensplan, hvilket gør det til det ellevte bedst sælgende album nogensinde. Det blev udgivet den 18. september 2012 i et samarbejde mellem Epic, Legacy Recordings og MJJ Productions.
Sammen med det oprindelige album, indeholder Bad 25 demooptagelser, en live cd og dvd (med titlen Live at Wembley 16. juli 1988) med Jacksons optræden på Wembley Stadium under hans Bad verdensturné.

## Spor
| 1.  | "Bad"                                                    | Michael Jackson              | 4:07 |
| 2.  | "The Way You Make Me Feel"                               | Michael Jackson              | 4:58 |
| 3.  | "Speed Demon"                                            | Michael Jackson              | 4:01 |
| 4.  | "Liberian Girl"                                          | Michael Jackson              | 3:53 |
| 5.  | "Just Good Friends (Duet med Stevie Wonder)"             | Terry Britten, Graham Lyle   | 4:08 |
| 6.  | "Another Part of Me"                                     | Michael Jackson              | 3:54 |
| 7.  | "Man in the Mirror"                                      | Siedah Garrett, Glen Ballard | 5:19 |
| 8.  | "I Just Can't Stop Loving You (Duet med Siedah Garrett)" | Michael Jackson              | 4:11 |
| 9.  | "Dirty Diana"                                            | Michael Jackson              | 4:41 |
| 10. | "Smooth Criminal"                                        | Michael Jackson              | 4:11 |
| 11. | "Leave Me Alone"                                         | Michael Jackson              | 4:40 |

| 1.  | "Don't Be Messin' 'Round"                                                                      | Michael Jackson                    | 4:18 |
| 2.  | "I'm So Blue"                                                                                  | Michael Jackson                    | 4:06 |
| 3.  | "Song Groove (A/K/A Abortion Papers)"                                                          | Michael Jackson                    | 4:25 |
| 4.  | "Free"                                                                                         | Michael Jackson                    | 4:24 |
| 5.  | "Price of Fame"                                                                                | Michael Jackson                    | 4:32 |
| 6.  | "Al Capone"                                                                                    | Michael Jackson                    | 3:33 |
| 7.  | "Streetwalker"                                                                                 | Michael Jackson                    | 5:52 |
| 8.  | "Fly Away"                                                                                     | Michael Jackson                    | 3:26 |
| 9.  | "Todo Mi Amor Eres Tu (I Just Can't Stop Loving You Spansk Version) (Duet med Siedah Garrett)" | Michael Jackson, Rubén Blades      | 4:04 |
| 10. | "Je Ne Veux Pas La Fin De Nous (I Just Can't Stop Loving You Fransk Version)"                  | Michael Jackson, Christine Decroix | 4:07 |
| 11. | "Bad (Afrojack Remix) [feat. Pitbull]"                                                         | Michael Jackson, Pitbull (rapper)  | 4:24 |
| 12. | "Speed Demon (Nero Remix)"                                                                     | Michael Jackson, Nero              | 4:08 |
| 13. | "Bad (Afrojack Club Remix)"                                                                    | Michael Jackson                    | 7:31 |

| 1.  | "Wanna Be Startin' Somethin'"                         | Michael Jackson                                                                                | 5:18 |
| 2.  | "This Place Hotel"                                    | Michael Jackson                                                                                | 4:56 |
| 3.  | "Another Part of Me"                                  | Michael Jackson                                                                                | 4:03 |
| 4.  | "I Just Can't Stop Loving You (Duet med Sheryl Crow)" | Michael Jackson                                                                                | 4:23 |
| 5.  | "She's Out of My Life"                                | Tom Bahler                                                                                     | 3:16 |
| 6.  | "I Want You Back/The Love You Save/I'll Be There"     | Berry Gordy, Freddie Perren, Alphonzo Mizell, Deke Richards, Bob West, Willie Hutch, Hal Davis | 5:06 |
| 7.  | "Rock with You"                                       | Rod Temperton                                                                                  | 4:05 |
| 8.  | "Human Nature"                                        | Steve Porcaro, John Bettis                                                                     | 4:29 |
| 9.  | "Smooth Criminal"                                     | Michael Jackson                                                                                | 4:41 |
| 10. | "Dirty Diana"                                         | Michael Jackson                                                                                | 5:01 |
| 11. | "Thriller"                                            | Rod Temperton                                                                                  | 4:28 |
| 12. | "Working Day and Night"                               | Michael Jackson                                                                                | 5:55 |
| 13. | "Beat It"                                             | Michael Jackson                                                                                | 5:44 |
| 14. | "Billie Jean"                                         | Michael Jackson                                                                                | 5:39 |
| 15. | "Bad"                                                 | Michael Jackson                                                                                | 4:28 |
| 16. | "Man in the Mirror"                                   | Siedah Garrett, Glen Ballard                                                                   | 6:22 |

| 1.  | "Wanna Be Startin' Somethin'"                         | Michael Jackson                                                                                | 6:32  |
| 2.  | "This Place Hotel"                                    | Michael Jackson                                                                                | 4:43  |
| 3.  | "Another Part of Me"                                  | Michael Jackson                                                                                | 4:24  |
| 4.  | "I Just Can't Stop Loving You (Duet med Sheryl Crow)" | Michael Jackson                                                                                | 4:55  |
| 5.  | "She's Out of My Life"                                | Tom Bahler                                                                                     | 3:53  |
| 6.  | "I Want You Back/The Love You Save/I'll Be There"     | Berry Gordy, Freddie Perren, Alphonzo Mizell, Deke Richards, Bob West, Willie Hutch, Hal Davis | 7:17  |
| 7.  | "Rock with You"                                       | Rod Temperton                                                                                  | 4:23  |
| 8.  | "Human Nature"                                        | Steve Porcaro, John Bettis                                                                     | 5:12  |
| 9.  | "Smooth Criminal"                                     | Michael Jackson                                                                                | 6:24  |
| 10. | "Dirty Diana"                                         | Michael Jackson                                                                                | 6:24  |
| 11. | "Thriller"                                            | Rod Temperton                                                                                  | 5:29  |
| 12. | "Bad Groove (The Band Jam Section)"                   | Greg Phillinganes                                                                              | 13:55 |
| 13. | "Working Day and Night"                               | Michael Jackson                                                                                | 7:59  |
| 14. | "Beat It"                                             | Michael Jackson                                                                                | 6:45  |
| 15. | "Billie Jean"                                         | Michael Jackson                                                                                | 8:36  |
| 16. | "Bad"                                                 | Michael Jackson                                                                                | 10:06 |
| 17. | "Man in the Mirror"                                   | Siedah Garrett, Glen Ballard                                                                   | 9:24  |